# Willemijn Bos

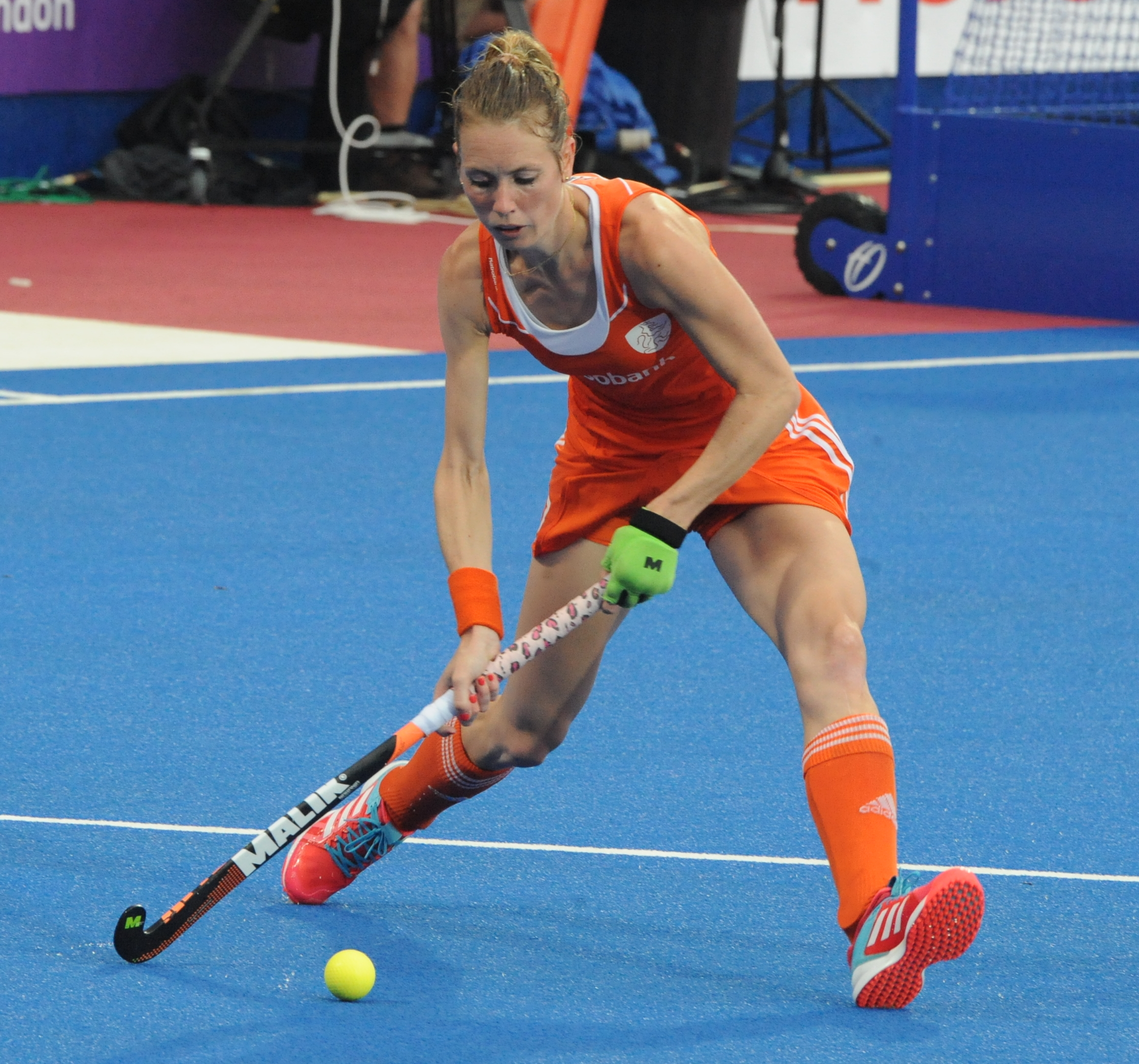
Willemijn Bos (2016)

Willemijn Florien Bos (* 2. Mai 1988 in Eelde) ist eine niederländische Hockeyspielerin. Sie gewann 2016 die olympische Silbermedaille. Außerdem war sie Weltmeisterin 2014 und Europameisterin 2011.

## Leben
Die 1,81 m große Verteidigerin debütierte 2011 in der Nationalmannschaft. Sie bestritt 106 Länderspiele, in denen sie 2 Tore erzielte.
Bei der Europameisterschaft 2011 in Mönchengladbach belegten die Niederländerinnen in der Vorrunde den zweiten Platz hinter den Spanierinnen. Nach einem 2:0 im Halbfinale gegen das englische Team besiegten die Niederländerinnen im Finale die Deutschen mit 3:0. Bos war in allen fünf Spielen dabei und erzielte im Vorrundenspiel gegen Aserbaidschan einen ihrer beiden Treffer im Nationaltrikot. 2012 war Bos beim dritten Platz in der Champions Trophy dabei, wurde aber bei den Olympischen Spielen in London nicht eingesetzt.
2013 bei der Europameisterschaft in Boom gewannen die Niederländerinnen ihre Vorrundengruppe, verloren aber im Halbfinale gegen die Engländerinnen nach Penaltyschießen, wobei Bos ihren Penalty verwandeln konnte. Im Spiel um den dritten Platz gewannen die Niederländerinnen gegen die Gastgeberinnen aus Belgien mit 3:1. Die Niederlande waren gastgebende Nation bei der Weltmeisterschaft 2014 in Den Haag. Die Niederländerinnen gewannen ihre Vorrundengruppe vor dem australischen Team, im direkten Vergleich gewannen die Niederländerinnen mit 2:0. Nach einem 4:0 im Halbfinale gegen Argentinien trafen die Niederländerinnen im Finale erneut auf die Australierinnen und siegten wieder mit 2:0. Bei der Europameisterschaft 2015 in London belegten die Niederländerinnen den zweiten Platz hinter den Engländerinnen. Das Finale verloren die Niederländerinnen im Shootout, wobei Bos als erste niederländische Schützin nicht traf.
2016 bei den Olympischen Spielen in Rio de Janeiro gewannen die Niederländerinnen ihre Vorrundengruppe vor den Neuseeländerinnen. Nach einem 3:2 gegen die argentinische Mannschaft im Viertelfinale und einem Halbfinalsieg nach Penaltyschießen gegen die Deutschen trafen die Niederländerinnen im Finale auf die britische Mannschaft und unterlagen im Penaltyschießen. Willemijn Bos verwandelte ihre zwei Versuche im Halbfinale, im Finale konnte sie ihren Penalty nicht verwandeln. Das Olympiafinale 2016 war ihr letztes Länderspiel.
Willemijn Bos spielte beim Larensche Mixed Hockey Club.